# Radovan
Radovan (Radan) je mužské křestní jméno slovanského původu. Význam jména je obvykle uváděn jako „radostný“, „přinášející radost“. Podle českého kalendáře má svátek 14. ledna. Ženskou obdobou je jméno Radovana, Radana.

## Statistické údaje
Následující tabulka uvádí četnost jména v ČR a pořadí mezi mužskými jmény ve srovnání dvou roků, pro které jsou dostupné údaje MV ČR – lze z ní tedy vysledovat trend v užívání tohoto jména:
| Rok       | Četnost    | Pořadí     |
| 1999      | 5 516      | 85.        |
| 2002      | 5 550      | 83.        |
| 2006      | 5 786      | 82.        |
| 2016      | 5 857      | 201.       |
| Porovnání | o 341 více | o 116 hůře |

Změna procentního zastoupení tohoto jména mezi žijícími muži v ČR (tj. procentní změna se započítáním celkového úbytku mužů v ČR za sledované tři roky 1999–2002) je +1,4%.

## Známí nositelé jména
- Radovan Krejčíř – český podnikatel, známý svým útěkem policii
- Radovan Lipus – český režisér
- Radovan Lukavský – český herec a divadelní pedagog
- Radovan Karadžić – bosenskosrbský politik, obžalovaný z genocidy u trestního tribunálu pro bývalou Jugoslávii
- Radovan Zogović – černohorský básník
- Radovan Jelašić – srbský ekonom, guvernér Srbské národní banky
- Radan Dolejš – český hudebník a dramaturg
- Radovan Vaculík – český dabér
- Radovan Vávra – český ekonom, investor a bývalý bankéř

## Jiné významy
- Radan, Radana
- Princ Radovan – filmová postava z českého filmu Princezna se zlatou hvězdou režiséra Martina Friče